# Adolfo Octavio Ponzanelli
Adolfo Octavio Ponzanelli (Carrara, 1879 - Ibidem, 1952) fue un escultor italiano que radicó en México gran parte de su vida. Se destacó principalmente en México por su extenso tiempo y trabajo dedicado en ese país. Se le conoce por algunas intervenciones artísticas en el Palacio de Bellas Artes y el Monumento a la Independencia entre otros, por fundar una importante marmolería en la Ciudad de México y dirigirla por más de cincuenta años, y por llevar y establecer en México el linaje y marca de escultores y artistas plásticos Ponzanelli.

## Reseña biográfica

### Trabajo y obras
Adolfo Octavio Ponzanelli viene de una dinastía familiar de escultores que data desde los inicios del siglo XIII con una placa de Valerio Ponzanelli del año 1200 en una catedral de Carrara, Italia. En México Adolfo Ponzanelli ha dejado también un legado de nuevos artistas Ponzanelli con obras de por lo menos 100 años. Adolfo Ponzanelli viajó a México en 1906 contratado por el arquitecto italiano Adamo Boari para realizar varios proyectos bajo el gobierno de Porfirio Díaz. Ponzanelli trabajó junto a Leonardo Bistolfi, Emilio Boni y Gianetti Fiorenzo. Revistió de mármol y creó las estatuas monumentales de la fachada del Teatro Nacional, hoy llamado el Palacio de Bellas Artes Ponzanelli también trabajó junto al italiano Enrique Alciati en el trabajo de algunas de las esculturas de la Columna de la Independencia (monumento comúnmente conocido como el Ángel de la Independencia). A Ponzanelli se le atribuyen la figura de Nicolás Bravo y el niño y el león fronteros al monumento. Entre otros trabajos destacados cabe mencionar el revestimiento interior del Monumento a la Revolución, el de la Antigua Basílica de Guadalupe, el del Monumento a Álvaro Obregón y del mismo Palacio de Bellas Artes así como los relieves de los tímpanos de las puertas principales del Templo del Sagrado Corazón de Jesús en León. Adolfo Ponzanelli fundó y estuvo a cargo de la Marmolería Ponzanelli en cuyo taller creó cientos de piezas sepulcrales para los cementerios Español y Francés y varios trabajos más para otros panteones como el Panteón del Tepeyac  el panteón del Carmen en Nuevo León. y en Mazatlán, Sinaloa,en 1933 el Altar Mayor de La Catedral Basílica de la Inmaculada Concepción también                                   en los panteones #2 un Mausoleo #3 arreglos para la Familia Montero Osuna

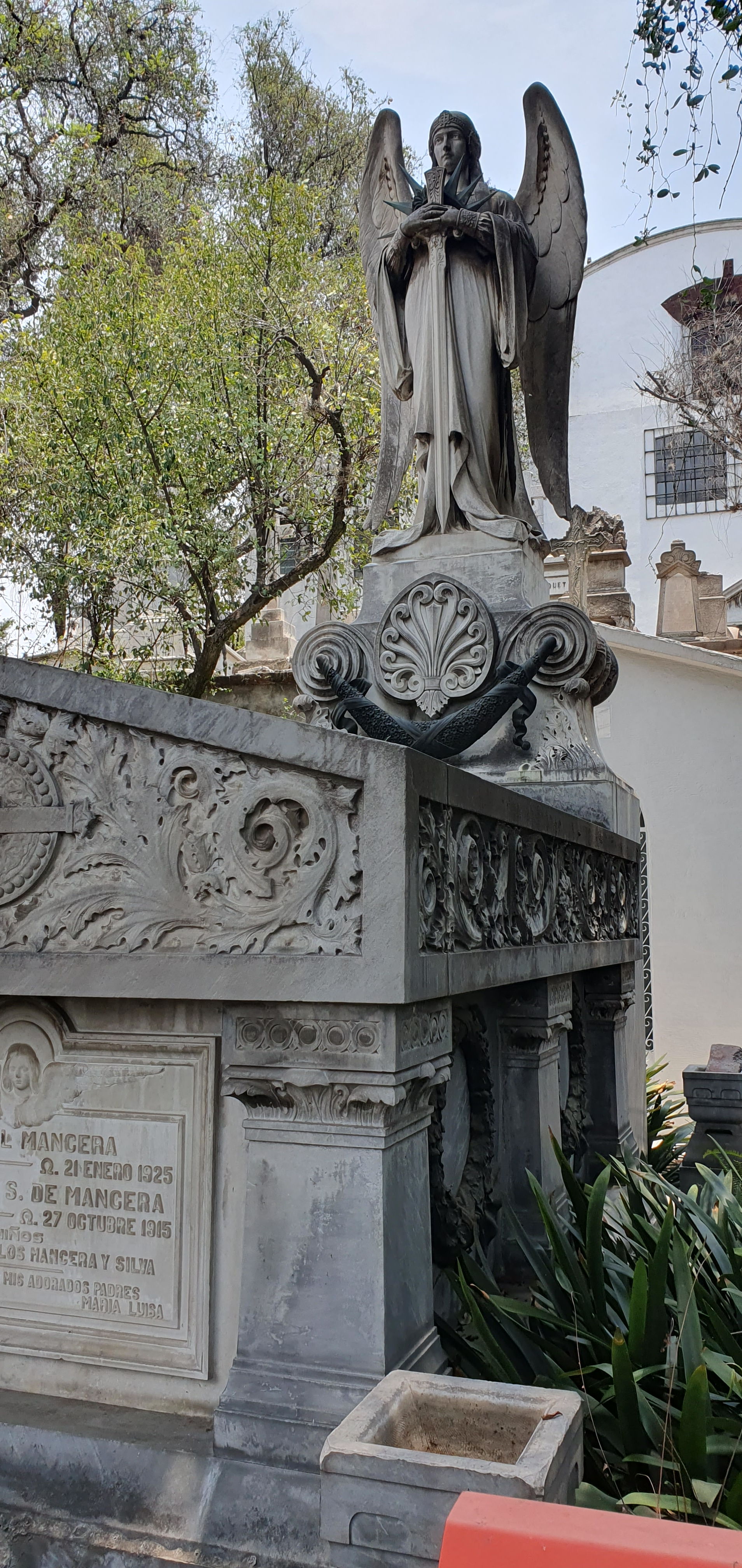
"Ángel de la Justícia" que custodia el sarcófago del matrimonio Mancera, una de muchas obras de Ponzanelli en el Panteón del Tepeyac.

### Estilo
Ponzanelli fue un discípulo de Augusto Rodin. De ahí que algunas de sus obras reflejen parte de un estilo "rodiniano". También hay influencias de un estilo realista que en ocasiones combina con el art nouveau y el de la misma escuela mexicana. Su obra abunda en retratos escultóricos (bustos y cuerpo entero) destacándose un busto de Dante Alighieri en el Museo de la Luz en el centro histórico de la Ciudad de México.

### Reconocimientos
Condecoración de la Santa Sede por el conjunto de Juan Diego y la Virgen de Guadalupe ubicados en los jardines del Vaticano.